# 카스파르 카파로니
가스파레 "카스파르" 카파로니(이탈리아어: Gaspare "Kaspar" Capparoni, 1964년 8월 1일 ~ )는 이탈리아의 배우이다.